# Wolfgang Berndt
Wolfgang Berndt (* 26. Juni 1930) spielte als Fußballsportler von 1949 bis 1956 in Babelsberg für die Betriebssportgemeinschaft (BSG) Märkische Volksstimme/Rotation in der DDR-Oberliga, der höchsten Liga im DDR-Fußball.

## Sportliche Laufbahn
Als 1949/50 mit der Ostzonenliga (später DDR-Oberliga) erstmals eine DDR-weite Fußballspielklasse ausgetragen wurde, gehörte zum 14er-Feld auch der Brandenburger Meister SG Babelsberg. Mit Saisonbeginn trat die Sportgemeinschaft unter der neuen Bezeichnung BSG Märkische Volksstimme an, in deren Spieleraufgebot der 19-jährige Wolfgang Berndt stand. Nach verhaltenem Saisonstart mit nur sechs Einsätzen in der Hinrunde wurde Berndt von 18. Spieltag an regelmäßig aufgeboten und kam schließlich auf 16 Oberligaspiele. Dabei wurde er sowohl in der Abwehr als auch im Mittelfeld eingesetzt. In der Hinrunde der Spielzeit 1950/51 kam Berndt mit elf Einsätzen bei 17 Punktspielen noch einigermaßen häufig als Verteidiger zum Zuge, in der Rückrunde wurde er nur zweimal aufgeboten. Die BSG spielte inzwischen unter dem Namen Rotation. Nach drei bzw. sieben Oberligaspielen in den Spielzeiten 1951/52 und 1952/53 war Berndt nur noch Ersatzspieler. Seine erfolgreichste Saison hatte Wolfgang Berndt dagegen 1953/54, als er 20 von 28 Oberligaspielen bestritt. Dabei wurde er regelmäßig als rechter Verteidiger aufgeboten. Zum Saisonende fehlte er bereits wieder fünfmal, und nach hoffnungsvollem Beginn 1954/55 mit sechs ununterbrochenen Einsätzen musste er anschließend bis zur Rückrunde warten, in der er noch vier Oberligaspiele bestritt. In diesen zehn Begegnungen spielte er wieder auf der rechten Abwehrseite. Für die 13 Spiele der Übergangsrunde (Wechsel zur Kalenderjahrsaison nach sowjetischem Vorbild) wurde Berndt offiziell noch als rechter Verteidiger nominiert, bestritt als solcher auch das erste Punktspiel, schied aber nach 72 Minuten verletzt aus. Später kam er noch einmal zu vier weiteren Einsätzen. Seine letzte Oberligasaison absolvierte Berndt 1956 mit nur zwei Spielen, das letzte der Hinrunde und das erste in der Rückrunde. Die BSG Rotation stieg nach dieser Saison in die DDR-Liga ab. Berndt, der bis dahin 77 Oberligaspiele bestritten, aber nie ein Tor erzielt hatte, gehörte danach drei Spielzeiten lang nicht zum Liga-Aufgebot der Babelsberger, erst in der Saison 1960 bestritt er noch fünf DDR-Liga-Spiele für die BSG Rotation. Danach verschwand er endgültig aus dem höherklassigen Fußball.